# Paul Dujardin
Paul Dujardin   (Tourcoing, 10 de maig de 1894 - Coulon, 17 d'abril de 1959) va ser un waterpolista francès que va competir durant la dècada de 1920.
El 1924 va prendre part en els Jocs Olímpics de París, on va guanyar la medalla d'or en la competició de waterpolo. Quatre anys més tard, als Jocs d'Amsterdam guanyà la medalla de bronze en la mateixa competició.
En el seu palmarès també destaquen 16 campionats nacionals de waterpolo amb l'equip Enfants de Neptune de Tourcoing i el subcampionat d'Europa de 1927.